# Phaeoura mexicanaria
Phaeoura mexicanaria är en fjärilsart som beskrevs av Augustus Radcliffe Grote 1883. Phaeoura mexicanaria ingår i släktet Phaeoura och familjen mätare. Inga underarter finns listade i Catalogue of Life.